# Colares DOC

Colares DOC

Colares é uma pequena região vinícola portuguesa no concelho de Sintra, em redor da vila de Colares, entre a serra e o Atlântico. A região tem a classificação DOC, Denominação de Origem Controlada e estende-se ao longo da costa, com as vinhas protegidas por paliçadas de canas secas e instaladas em dunas de areia. A região é conhecida pelos vinhos tintos delicados, de cor pouco densa e ricos em taninos.
A certificação da DOC Colares é feita pela Comissão Vitivinícola da Região de Lisboa.

## Lenda da aldeia de Colares
O historiador João de Barros, no romance de cavalaria “Crónica do Imperador Clarimundo”, editado em 1532 e oferecido ao Rei D. João III, fez desenvolvida referencia a Colir (Colares) situada ao pé de “uma serra de maravilhosa grandeza e altura, que como uma ponta se mete no mar,e bem a outra entra pelo sertão da terra contra a uma populosa cidade de Lisboa, que jaz da outra onde o rio Tejo se mete no grã mar oceano”.
Na maior altura de um monte destes está um castelo que se chama Sintra e por entre a penedia da serra há muitos veados, porcos e outros animais selvagens. Naquele tempo, Clarimundo vendo a danificação feita pelos espanhóis naquela terra e tendo destruído o gigante Morbanfo, libertou os cativos dos moradores de Sintra e de vizinhos de Lisboa. Os de Sintra, vieram logo com muitos presentes de mantimentos, mas Clarimundo não lhe quis tomar qualquer coisa que lhe ofereciam.
Passados cerca de oito anos, segundo o mesmo romance, a abastada Condessa de Compa, natural da Alemanha, tendo-lhe sido matado o seu marido, acusado de adultério com a Raínha da Dinamarca, temendo a perseguição e reunindo as suas principais jóias embarcou em duas naus, com os seus três filhos e outros familiares. Não ousando pousar em terras de cristãos e muito cansada do trabalho do mar, vendo a fresquidão do lugar, pediu a el-Rei Zeilão de Lisboa que lhe desse um pouco de terra para nela habitar em sua lei sob as ordenações da terra e que, embora estrangeira, gostaria de ali viver.
O local era cercado de muitos pomares de todas as diversidades de frutas que se podem desejar, onde “um rio mui gracioso, que pelo meio destes pomares corre coalhado de muitas frutas e flores. E com um ruído suave se mete ao mar, onde faz a repartição delas, lançando-as por tantas partes que daí a seis e sete léguas se acham muitas maçãs, peras, marmelos e outros sinais de terra, com que os navegantes se alegram.
E saindo dos pomares entram em terra de pão, vinho, azeite e outros géneros de mantimentos e criação de gados que a fertilidade da terra dá”.
Respondendo ao pedido da Condessa, el-Rei Zeilão exigiu que ela lhe desse cem pesos de ouro e trezentos de prata por aquela terra pedida. Todavia, por não ter tanto valor, a Condessa deu três colares de ouro, em penhor da terra, com a condição de, se não os resgatasse daí a três anos, ficassem os colares por seus, ainda que valessem o dobro. “Feito este acôrdo, em pouco tempo e com a diligência dos seus, edificou um castelo a que pôs o nome de Colir, por deferência aos colares que dera como penhor da terra”. El-Rei Zeilão, depois que ela estava no seu castelo já mui repousada, vindo às vezes a esta serra caçar, dormia neste castelo, aonde se causou tanta conversação e amor que, vindo a descobrir em Sintra o bem que lhe queria, prometeu fazê-la raínha de Lisboa, pelo que ela quiz tornar-se moura para com ele se casar”.
Recolha e relato de António Caruna
…e ainda sobre Colares…
“Vejamos agora a versão do nosso poeta Gabriel Pereira de Castro na sua Ulisseia: hum novo Caco por nome Phitodemo devastava estes sítios e nelles habitava em huma profunda caverna, horrido covil de suas sanguinosas presas, o qual foi vencido e morto por Alcides.
Divulgada a notícia da sua morte por os povos daquella terra, ninguém ficou sem vêr a caverna, horrível habitação do gigante, despovoaram-se os campos para vêr o corpo ensanguentado, que arrastaram com fortíssimos collares, ergueram-se altares a Alcides.
E o tempo gastador que tudo come
De Collares conserva o próprio nome”.

## História da Adega Cooperativa de Colares

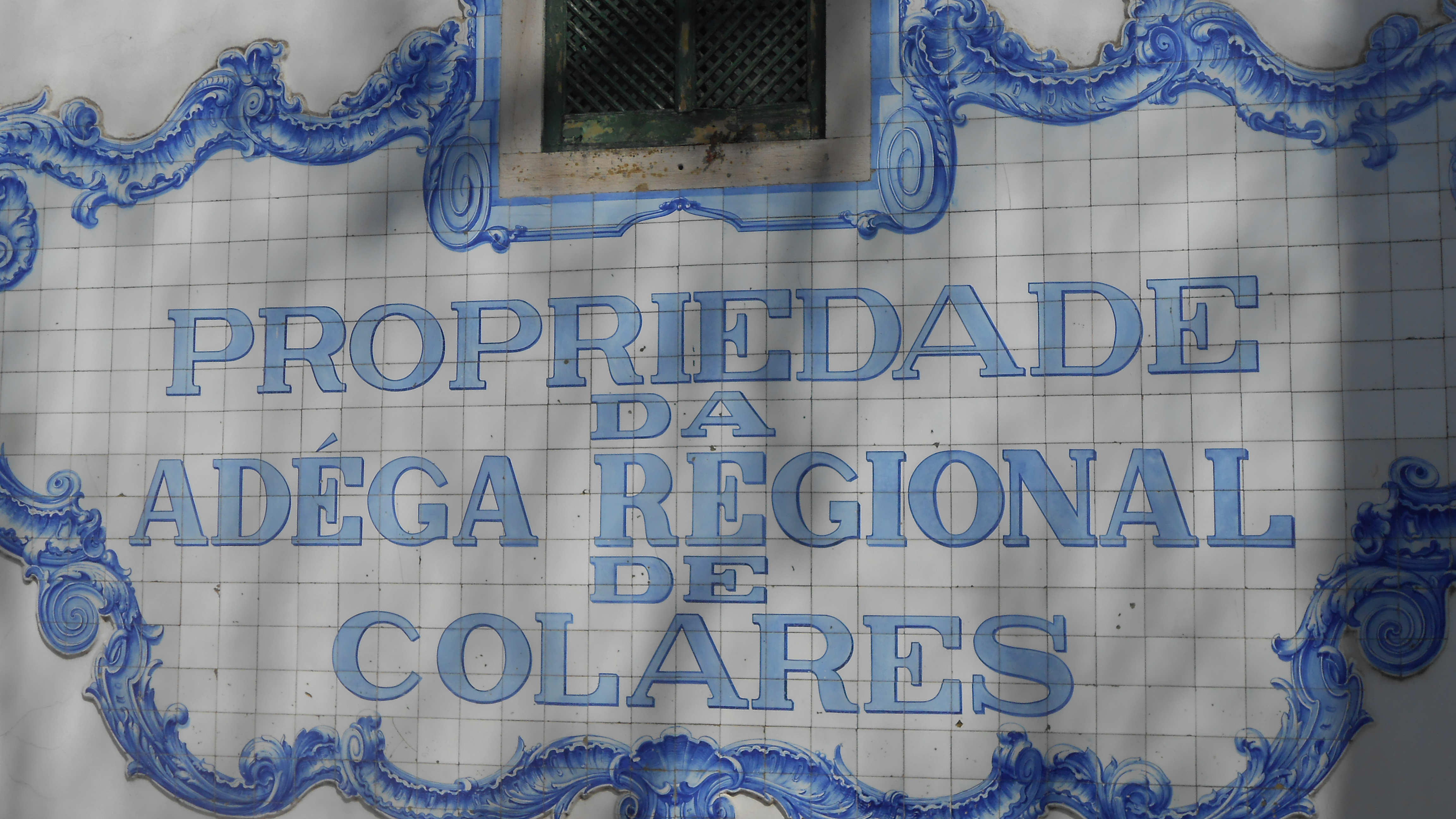
Adega Cooperativa de Colares

Desde 1931, a principal missão desta cooperativa tem sido a produção de vinho a partir das uvas cultivadas pelos seus membros, utilizando métodos e técnicas apropriados ao tipo de solo que temos nesta região. Dessa forma, desempenha um papel significativo no apoio social ao setor agrícola do município de Sintra. A Adega Regional de Colares mantém uma estreita proximidade com os seus membros, oferecendo assistência técnica aos viticultores e apoiando as suas atividades bem como a comercialização das mesmas.
Com uma tradição tão antiga e uma tipicidade notável, a vinha e o vinho da região de Colares são um verdadeiro testemunho vivo do passado e um símbolo representativo da mesma. Os desafios enfrentados por esta cooperativa e a sua sobrevivência vão além das considerações económicas, tornando-se uma questão profundamente enraizada na cultura. O seu principal objetivo é proteger, preservar e comercializar a Cultura e o Vinho de Colares. A Adega Regional de Colares atualmente representa mais de metade da produção da região e conta com a participação de mais de 90% dos produtores locais. O seu edifício é notável, destacando-se pelo seu impressionante interior, que impressiona pela sua vastidão e pela quantidade significativa de tonéis que abriga. Este espaço desempenha o papel central na fase de maturação e envelhecimento em barris de madeira, sendo considerado o local por excelência para esse processo nesta Região Demarcada. Ao longo dos anos, esta adega cooperativa tem sido considerada uma embaixadora nacional e um marco histórico na região de Sintra, atraindo destacadas personalidades da política e da cultura tanto a nível nacional quanto internacional. Este é o cenário de inúmeras ocasiões, como refeições, festas e degustações de vinho, que ainda são realizadas na sua nave principal até os dias de hoje

## Características
Colares é região demarcada desde 1908, mas a origem dos seus vinhos remonta a 1255, quando D. Afonso III fez a doação do Reguengo de Colares, obrigando a plantar aí videiras vindas de França. 
As características únicas dos vinhos de Colares devem-se à combinação de castas, solo e clima temperado e húmido no verão, mas principalmente ao facto da vinha ser instalada em "chão de areia". Situadas próximo do mar as vinhas estão sujeitas a ventos marítimos muito fortes, pelo que tradicionalmente são protegidas por paliçadas de canas. As castas são plantadas na camada argilosa subjacente à camada arenosa, sem recurso a porta-enxertos. Os seus solos arenosos conseguiram manter afastada a filoxera, epidemia que assolou a Europa e quase todo o território português, por isso as vinhas de Colares da casta ramisco, não enxertadas, estão entre as mais antigas de Portugal.

## Castas
- Principais castas tintas: ramisco, com representação mínima de 80%. A casta tinta rainha de Colares, dando origem a vinhos tintos de enorme complexidade e com reconhecido potencial de envelhecimento.

- Principais castas brancas: malvasia, com representação mínima de 80%. A casta branca, por excelência. Vinhos frescos, herbais, minerais e salgados.
- João Santarém ou Castelão: Casta Tinta. A casta tinta tradicional dos terrenos de “Chão Rijo” e comum em toda a região de Lisboa.

## Municípios
A área geográfica da DOC Colares situa-se no concelho de Sintra, entre a Serra de Sintra e o Oceano Atlântico, compreendendo as freguesias de Colares, São Martinho e São João das Lampas.